# Microsoft Visual FoxPro
Microsoft Visual FoxPro (VFP) ist eine 2007 abgekündigte RAD-Programmierumgebung von Microsoft für datenzentrierte Anwendungen. Sie basiert auf einer objektorientierten Programmiersprache (deren prozedurale Basis eine stark erweiterte xBase-Sprache ist) und auf einem relationalen Datenbanksystem. Neben klassischen Desktop-Anwendungen auf Basis des integrierten Datenbanksystems werden auch server- und webbasierte Lösungen entwickelt.
Microsoft sagte einen Produktsupport für diese Version bis zum Januar 2015 zu. Eine Weiterentwicklung wurde durch Microsoft ausgeschlossen.

## Geschichte
Visual FoxPro ging aus dem zuerst 1984 als Konkurrenzprodukt zu dBASE entwickelten FoxBASE hervor. Dieses wurde später unter dem Namen FoxPro vertrieben und verfügte über Varianten für die Betriebssysteme DOS, Xenix bzw. SCO-UNIX, Windows sowie eine für den Mac. Es war damit auch unter anderen Betriebssystemen lauffähig, für die keine spezifischen Versionen existierten, wie zum Beispiel OS/2 oder Linux. Das Produkt wurde 1992 von Microsoft übernommen und ab 1995 mit der Versionsnummer 3.0 als objektorientierte 32-Bit-Windows-Version mit dem Namen Visual FoxPro ausgeliefert. Es ist im Bereich der in den 1980er- und 1990er-Jahren sehr populären PC-Datenbank-Systeme für .DBF-Tabellen das letzte Tool, das einen nennenswerten Marktanteil hat und sich in einer langjährigen Weiterentwicklung durch Microsoft befand.
Visual Foxpro besteht im Wesentlichen aus den folgenden Bestandteilen:
- einer objektorientierten Programmiersprache (die auch noch prozedurale Elemente enthält)
- einer Entwicklungsumgebung (mit visuellen Werkzeugen, Editor und Debugger)
- dem integrierten Datenbanksystem
- dem Berichtsgenerator

Von vielen Herstellern wurden Erweiterungen angeboten.
Mit Visual Foxpro entwickelte Anwendungen können sowohl mit der integrierten Datenbank arbeiten als auch mit SQL-Datenbanken über ODBC und ADO (z. B. mit MS-SQL Server, MySQL, Oracle etc.). Die Möglichkeit zur schnellen Verarbeitung lokal gespeicherter Zwischenergebnisse mittels SQL- und xBase-Befehlen wurde in der Regel intensiv genutzt. Visual FoxPro unterstützte verbreitete Technologien wie SQL, HTML, SOA (serviceorientierte Architektur), ActiveX, COM, XML und Webservices. Für Anwendungen fielen keine Laufzeitgebühren an.
Innerhalb von Microsoft wurden durch die Entwickler der Visual Studio Data Group viele Technologien aus Visual FoxPro nach Visual Studio und ins .Net-Framework übernommen, um hier eine verbesserte Entwicklung datenzentrierter Anwendungen mit C# und Visual Basic .NET zu erreichen.
Zu den letzten Erweiterungen für VFP durch die Entwicklergemeinde zählte 2014 das Laufzeitmodul Guineu, das den Bytecode kompilierter VFP-Programme unter Verwendung der .NET-Umgebung ausführt.